# Постмодернізм в історичній науці
Постмодернізм в історичній науці — зміни у світобаченні, методології історичного пізнання, тематиці історичних досліджень під впливом постмодернізму - широкої культурної течії, яка охопила в останні десятиріччя 20 ст. філософію, естетику, мистецтво й науку.
Методологічні висновки, що випливали з постмодерністського підходу, є водночас оптимістичними та песимістичними для історичної науки. Наскрізь історичний характер постмодерністського бачення світу створював сприятливі можливості для глибшого проникнення у свідомість людей минулого й визначав цю свідомість головним рушієм суспільної практики. З другого боку, різке зростання усвідомлення суб’єктивності інтерпретації дослідником історичних явищ зближувало історіографію з літературною і художньою творчістю. Це дало підстави низці західних істориків вважати історію особливим жанром літературної творчості. Такі ідеї одним із перших розвинув американський дослідник Х.Вайт у праці «Метаісторія: Історична уява в Європі XIX ст.» (1973), де він показав, що в процесі створення історичного тексту (нарації) історики залежать від 4-х головних літературних тропів — метафори, метонімії, синекдохи та іронії. На його думку, історії властива неусувальна описовість, яка проявляється на рівні «організації» історичного матеріалу з допомогою побудови сюжету, що, у свою чергу, через властивості мови обмежений «фабулою», «формальним аргументом» та «ідеологічною імплікацією». Але в цілому весь процес історіописання є наскрізь суб’єктивною творчістю історика, залежного від власного світогляду і соціально-культурного середовища.

## Нова філософія історії
Під впливом постмодерну в 1980—90-ті рр. на Заході народилася «нова філософія історії», або «наративна філософія історії», до творення якої спричинилися: голландець Ф.Анкерсміт, англійці Л.Стоун, Г.Келлнер, француз Л.Мінк, німець Й.Рюзен та багато ін. Для неї характерне «розтягнення» процедури нарації на весь процес пізнання і внаслідок цього — крайня релятивізація історичних знань, які уявляються їм прихованими структурами людського розуму. Постмодерністи висувають 3 головні постулати стосовно історії: 
- жодне минуле не може перетворитися на дискурс — усяка історія є результатом конструювання дискурсу згідно з поширеними стандартами;
- відкидання будь-якої сцієнтистської методології, оскільки йдеться в сутності про роботу виключно з «текстами», і запровадження на її місце герменевтики (декодування значень понять і термінів);
- історіографія реконструює не минулу дійсність, а лише способи її презентації, і, тим самим, усувається опозиція між історією і літературою та мистецтвом (історик «винаходить» історію, а літератор — «вигадує»). Наративістська модель історичного дискурсу спрямована не на пошук і пояснення реалій минулого, а на розгадування «кодів» авторів минулих текстів (джерел), пристосування мовно-культурного світу минулих часів до мовно-культурних умов теперішнього. Здійснити таке «дешифрування» текстів здатен тільки фахівець.

Проте крайня релятивізація історичного пізнання та історичних знань не знайшла широкої підтримки серед істориків-практиків (найбільших успіхів наративісти досягли в історіографічних дослідженнях, де йшлося про деконструкцію поглядів істориків), наразилася на критичний опір з їхнього боку. Проти побудов «наративістів» виступило чимало відомих учених, які заперечили «фіктивність» історичних знань, апелюючи до історичного факту як відображення минулої реальності (Е.Гобсбаум, Р.Шартьє, Д.Іггерс, Р.Еванс, О.Ексле та ін.). Британський історик Р.Еванс 1997 опублікував полемічну роботу «На захист історії», в якій стверджував, що факти минулої реальності існували поза істориком й останній, незважаючи на всі суб’єктивні перешкоди, здатен наблизитися до їх розуміння та пояснення. Із цього погляду «постмодерністський виклик» є своєчасним і гострим нагадуванням історикам про відповідальність своєї праці, а не скасуванням історичної науки як такої.

## Зміна тематики й методології досліджень минулого
Постмодерністські епістемологічні крайнощі не здобули підтримки фахового цеху істориків, але справили глибокий вплив на зміну тематики й методології досліджень минулого. Теоретичні настанови постмодернізму щодо соціальних досліджень змусили багатьох істориків змінити ракурс своїх студій, зробивши наголос на вивченні індивідуальної та колективної свідомості, повсякденності й локальності, процесів соціального конструювання реальності, зокрема його лінгвістичних аспектів, культурних проявів і вкоріненості людини в тій чи іншій культурній ситуації.
Результатом таких змін стали виникнення й розвиток низки нових течій у сучасній світовій історіографії. Особливо помітну роль у переорієнтації історичних студій відіграв «антропологічний зворот» (часом вживається термін «культурно-антропологічний зворот»), що висунув на перший план вивчення культурного механізму соціальної взаємодії в різні часи і в різних спільнотах із наголосом на розрізненні між тим, як «історія робиться», як відображується у свідомості сучасників та історичних документах, і тим, як вона реконструюється істориком. Це спричинило зміну об’єкта та предмета досліджень, спрямувавши увагу дослідників на сферу свідомості, інтелекту, культурних феноменів. У центрі уваги опинилися такі явища, як «історія ментальностей», історія «ціннісних орієнтацій», людських бажань і прагнень, історія повсякденності, інтелектуальної діяльності, або того пласту свідомісних процесів, що отримали назву «внутрішньої історії», на відміну від подієвої, «зовнішньої». Методологічні елементи такої «нової історії» були сформульовані й апробовані в творчості засновників Анналів школи і розвинуті представниками її третього й четвертого поколінь. Таку зміну орієнтації історичних досліджень почали називати «критичним зворотом», безпідставно асоціюючи її із «кризою історіографії» в цілому. У 1970—80-ті рр. «нова історія» набула популярності серед істориків багатьох країн світу, а сигналом для цього послужила творчість західних істориків, що дали взірці культурних феноменів минулого як на рівні макро-, так і мікроісторії. Серед найбільш резонансних праць були дослідження французів Е.Лєруа Ладюрі («Монтайю, окситанське село у 1294—1324 рр.», 1975), Ф.Арієса («Нарис смерті на Заході», 1975), Ж. Лє Гоффа («Середньовічний світ уяви», 1985).

## Нова культурна історія
Під впливом антропологізації історії опинилася й близька до неї «нова культурна історія», представники якої переключили увагу на вивчення соціальної стратифікації культури різних історичних епох (П.Берк — «Популярна картина в ранньомодерній Європі», 1978; Л.Гант — «Політика, культура і клас у Французькій революції», 1984). Британські історики звернули увагу на роль мови не тільки в соціальній комунікації, а й у творенні самої соціальної реальності: Г.-С.Джонс показав, що «мова класу» відіграла вирішальну роль у конституюванні самого цього класу («Мови класу: Студії з історії англійського робітничого класу 1832—1914», 1983), а П.Джойс висловив думку, що уявлення про клас, як було поширене в 19—20 ст., було лише набором «репрезентацій», а не відображенням соціальної реальності («Візії народу: Індустріальна Англія і питання класу 1832—1982», 1991).
Прихильники антропології історичної підкреслювали, що в цього напряму немає особливого дослідницького поля. А втім, французький історик А.Бюрг’єр у «Словнику історичних наук» (1986) виділив кілька проблемних галузей, в яких історико-антропологічний підхід виявився особливо плідним. До них належать:

1) матеріальна та біологічна антропологія, що торкається історії тіла, сприйняття життя та смерті, сексуальних відносин тощо;

2) економічна антропологія, що вивчає «економічні звички», котрі часто формуються під впливом позаекономічних чинників — соціальних, моральних, релігійних;

3) соціальна антропологія, у центрі якої перебувають сімейні й родинні структури;

4) культурна та політична антропологія, що займаються вивченням народних вірувань і обрядів, а також сприйняттям і ставленням до влади та владних інститутів.

## Жіноча історія
Звернення до суб’єктивних аспектів історичного пізнання відкрило низку нових тем і полів досліджень. Серед них ще в 1970-ті рр. виокремилася «жіноча історія» («жіночі студії»), яка згодом, у 1980-ті рр., трансформувалася в гендерну історію (гендер — з англ. «рід»). «Жіноча історія» зросла на ґрунті феміністичного руху 19—20 ст., який виступав за рівні права чоловіків і жінок, дотримуючись погляду, що між ними немає «родових» відмінностей. Проте т. зв. друга хвиля фемінізму 2-ї пол. 20 ст. наголосила на істотних відмінностях між чоловічим і жіночим сприйняттям дійсності, визнанні «специфічності» жінок щодо чоловіків. Нині під «гендером» розуміють систему міжособистісної взаємодії, за допомогою якої створюється, підтверджується й відтворюється уявлення про чоловіче, жіноче, інше статеве як категорії соціального порядку. 1985 американська дослідниця Д.Скотт визначила предметне поле, яке представляється як:

1) комплекс символів і образів, що характеризують чоловіка й жінку в культурі («гендерні стереотипи»);

2) комплекс норм — релігійних, педагогічних, наукових, правових, політичних, які закріплюють відмінні позиції чоловіка та жінки в суспільстві («гендерні норми»);

3) проблеми самовираження, суб’єктивного самосприйняття й самосвідомості («гендерна ідентичність»);

4) соціальні відносини та інституції, що їх формують (сім’я, ринок, освіта тощо). Таким чином, гендер перетворився на «соціальну стать».

Її погляди підтримали американські історики С.Александер, Г.Лернер, Д.Келлі, Н.Земон Девіс, російські — Н.Пушкарьова, Н.Дружиніна, Л.Рєпіна. Численні праці, що з’явилися в 1980—90-ті рр., засвідчили фахову акцептацію (прийняття) напряму істориками багатьох країн світу. На зміну структурі і схемі під впливом постмодерну прийшов принцип «тонкої взаємопов’язаності», де мікропідхід змусив визнати поліцентризм і багатоманітність навколишнього світу, плюралізм суб’єктів та об’єктів історичного знання.

## Постколоніальні студії
Поряд із гендерними дослідженнями виклик традиційній моделі історіописання наприкінці 20 ст. кинули й «постколоніальні студії». У західній історіографії їм передували т. зв. заморські студії, представники яких займалися вивченням колоніальної експансії розвинутих західних держав у країни Азії та Африки. Вони сприяли творенню в 20 ст. нових національних історій колишніх колоній. «Постколоніальні студії» виникли як протест проти розгляду історії колоніальних країн із позицій євроцентризму, який, на думку їх прихильників, є недостатнім для розуміння внутрішніх чинників розвитку цих країн у до- та післяколоніальний періоди. Ще на початку 1980-х рр. у Великій Британії утворилася «Група досліджень підлеглого» («Subaltern Studies Group»), що мала за мету «переписати» історію Індії. До групи увійшли англійські, американські та інші дослідники, котрі походили із колишніх колоніальних країн і прагнули говорити про історію з позицій «аборигенів». Їхнім рупором став часопис «Subaltern Studies» (із 1982). На його сторінках вони розвивають критичні погляди на «євроцентричну» історію, пропонуючи замінити її історією «підлеглих», що ґрунтується на історіях постколоніальних незалежних країн. На місце європейського «метанаративу» ставиться інший, де домінують відмінність, фрагментарність, пам’ять, але залишаються незмінними концепти модерності — вмонтовування окремих групових наративів у національний, що повертає історію до домінуючих у світовій історіографії парадигм. У становленні «постколоніальних студій» помітну роль відіграли праці професора Колумбійського університету (США) Е.Саїда. 1978 вийшла його книга «Орієнталізм», в якій він простежив причини й характер зародження та розвитку антиколоніального руху, що виник значною мірою під впливом європейської культури. У праці «Культура та імперіалізм» (1993) Е.Саїд виступив як представник наукового постмодерну, подавши аналіз відображення колоніальних проблем у західній культурі. Американські історики Б.Ешкрофт, Г.Гріффітс і Г.Тіффін показали, що всі культури, заторкнуті колоніальним минулим, несуть на собі відбиток взаємодії місцевої культури та європейських імперіальних впливів («Історія переписується: Теорія і практика постколоніальної літератури», 1989).

## «Усна історія» (oral history)
Серед напрямів історіографії кінця 20 ст. своє місце посіла також «усна історія» (oral history). Цей напрям сформувався в середині 20 ст., коли в США, а згодом — в європейських країнах виникли товариства з усної історії, почали виходити спеціалізовані часописи («Oral History Review», 1969). 1948 американський соціолог А.Невінс уперше вжив цей термін, розуміючи під ним збір і використання спогадів про історичні події, викладених в усній формі. Пізніше його почали застосовувати як по відношенню до різних історичних традицій, що передавалися з уст в уста упродовж віків (наприклад у деяких африканських та азійських народів), так і стосовно спеціальної дослідницької літератури, яка була написана на базі цих першоджерел. Методологія усної історії пов’язана з досвідом етнологічних досліджень, соціологічних опитувань, анкетувань, інтерв’ю. Як напрям історичних студій усна історія виникла з потреби збору і впорядкування усних свідчень про давні й недавні події, не зафіксовані в писемних джерелах. Проте порівняно швидко її представники звернули увагу на своєрідний пласт історичної свідомості — історичну пам’ять (стійкі образи, індивідуальні й колективні стереотипи). Дослідження з усної історії стимулювали «рух» за усну історію, який розпочався в рамках напряму «історії знизу», виокремившись наприкінці 1970-х рр. у самостійний напрям міждисциплінарних історичних студій. Сучасні теоретики усної історії — американець Ж.Вансіна, британець П.Томпсон — звернули увагу на те, що свідчення людей різної соціальної, етнічної, групової, вікової та станової приналежності виявляють відмінне ставлення до одних і тих же подій, розкривають більш широку картину минулої реальності через суб’єктивність її сприйняття. Усна інформація про події, що зберігається у свідомості сучасників, дає значною мірою «інший» образ цих подій, ніж традиційна історіографія, засвідчує соціально-культурну залежність історичної пам’яті і служить одним із важливих джерел суспільної та індивідуальної свідомості епохи (П.Томпсон — «Голос минулого: Усна історія», 1978). Соціологічні техніки усної історії сьогодні включені до канону знання багатьох істориків.

## Локальна історія
Серед нових напрямів світ. історіографії помітне місце посіла «локальна історія». У свою чергу, вона розгалужується на міську та сільську. Під нею розуміють не краєзнавчі нариси, а «зібрання локального історичного досвіду» (А.Кросбі), місцевий зріз національної історії.

## Інтелектуальна історія
В умовах постмодерністського виклику нового дихання набула «інтелектуальна історія» / «нова інтелектуальна історія», яка виникла в 1-й пол. 20 ст. як вивчення історії суспільних ідей (А.Лавджой). Культурно-антропологічний підхід 2-ї половини 20 ст. значно розширив предметне поле сучасної інтелектуальної історії, поставивши її в центр осмислення всього історичного процесу, що акумулюється в людській свідомості як «історія думання в минулому» (К.Скіннер). Такий підхід перетворив її на міждисциплінарну науку, що повинна спиратися на співпрацю з іншими соціально-гуманітарними науками, поєднуючи соціологію знання, історію ідей, історію ментальностей, герменевтику та ін. Представники сучасної «нової інтелектуальної історії» концентрують увагу на феномені самого «історичного тексту» та його сприйняття читачем. Вони прагнуть досліджувати історію історичної науки (історіографію) через якісні зміни у свідомості істориків, їхню практику історіописання, культуру творчості. Значне місце в сучасній інтелектуальній історії посідають історія філософії, науки, політичної думки, біографістика тощо. Інтелектуальна історія орієнтована на реконструкцію історичного минулого кожної з областей і форм знання (включно зі знанням донауковим і паранауковим) як частини цілісної інтелектуальної системи, що з часом переживає неминучу трансформацію. Це відкриває серйозні перспективи для інтегрального представлення минулого шляхом його концентрації у свідомості (Д.Келлі).

## Українська історична наука
Українська історична наука, на відміну від російської, де постмодерні впливи проявилися у виникненні численних центрів антропологічної, інтелектуальної, локальної історії, мікроісторії та ін., порівняно слабо реагує на нові методологічні виклики, залишаючись у полоні позитивістських уявлень або ідеологізованих версій історичного знання. Певні позитивні зрушення почали відбуватися тільки від початку 21 ст. і проявилися в розвитку гендерних досліджень, історіографічних студіях і персоналістиці, вивченні ментальностей (Н.Яковенко, Ю.Присяжнюк, К.Диса). В Україні повільно формуються фахові об’єднання істориків за методологічними й тематичними орієнтаціями, які створюють сприятливі умови для обміну досвідом і напрацюваннями дослідників.